# Río Policarpo
Río Policarpo är ett vattendrag i Argentina.   Det ligger i provinsen Eldslandet, i den södra delen av landet, 2 300 km söder om huvudstaden Buenos Aires.